# ابن هانی کوچک
ابو عبدالله محمد بن ابراهیم بن مفضل ازدی معروف به ابن هانی الاصغر، از اهالی أزد از قبیله‌های بزرگ عربی وابسته به کهلان بن سبأ قحطانیه است. او از نسل ابن هانی شاعر معروف اندلسی و یکی از نوادگان اوست.
او در کودکی به مصر مهاجرت کرد، و اگر تلاش عماد اصفهانی برای حفظ جایگاه شعر او در کتاب «خریده القصر» نمی‌بود، نزدیک بود که کاملاً فراموش شود. عماد در این کتاب وی را در بخشی که مخصوص شاعران مصر است، جای داده‌است و برای او نزدیک به ۵۰۰ بیت شعر را جمع‌آوری کرده‌است.